# Elaeocarpus holopetalus
Elaeocarpus holopetalus är en tvåhjärtbladig växtart som beskrevs av F. Müll.. Elaeocarpus holopetalus ingår i släktet Elaeocarpus och familjen Elaeocarpaceae. Inga underarter finns listade i Catalogue of Life.